# 그랜드 체스
|    | a              | b               | c               | d              | e             | f                | g                 | h               | i               | j              |    |  |
| 10 | a10 black rook | b10             | c10             | d10            | e10           | f10              | g10               | h10             | i10             | j10 black rook | 10 |  |
| 9  | a9             | b9 black knight | c9 black bishop | d9 black queen | e9 black king | f9 black empress | g9 black princess | h9 black bishop | i9 black knight | j9             | 9  |  |
| 8  | a8 black pawn  | b8 black pawn   | c8 black pawn   | d8 black pawn  | e8 black pawn | f8 black pawn    | g8 black pawn     | h8 black pawn   | i8 black pawn   | j8 black pawn  | 8  |  |
| 7  | a7             | b7              | c7              | d7             | e7            | f7               | g7                | h7              | i7              | j7             | 7  |  |
| 6  | a6             | b6              | c6              | d6             | e6            | f6               | g6                | h6              | i6              | j6             | 6  |  |
| 5  | a5             | b5              | c5              | d5             | e5            | f5               | g5                | h5              | i5              | j5             | 5  |  |
| 4  | a4             | b4              | c4              | d4             | e4            | f4               | g4                | h4              | i4              | j4             | 4  |  |
| 3  | a3 white pawn  | b3 white pawn   | c3 white pawn   | d3 white pawn  | e3 white pawn | f3 white pawn    | g3 white pawn     | h3 white pawn   | i3 white pawn   | j3 white pawn  | 3  |  |
| 2  | a2             | b2 white knight | c2 white bishop | d2 white queen | e2 white king | f2 white empress | g2 white princess | h2 white bishop | i2 white knight | j2             | 2  |  |
| 1  | a1 white rook  | b1              | c1              | d1             | e1            | f1               | g1                | h1              | i1              | j1 white rook  | 1  |  |
|    | a              | b               | c               | d              | e             | f                | g                 | h               | i               | j              |    |  |

그랜드 체스는 크리스티안 프레일링이 개발한 변형 체스이다.

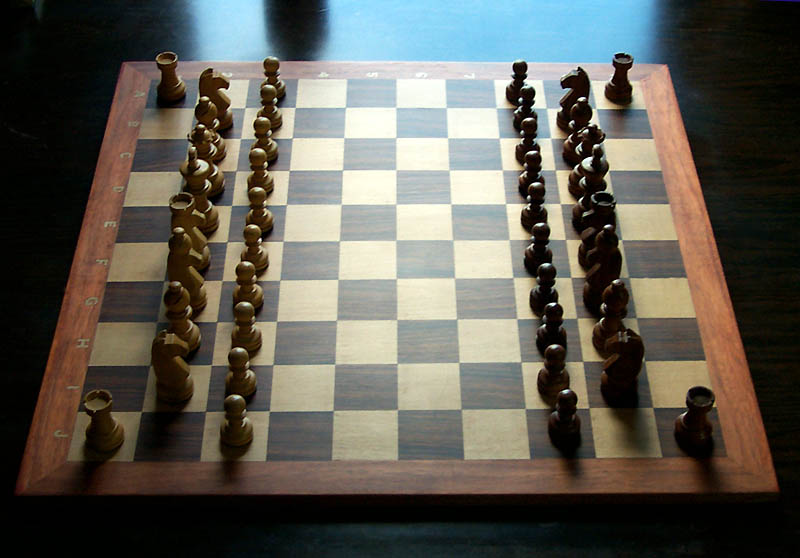
그랜드 체스의 초기배치

## 특징
기존의 체스를 확장시키고 기물을 추가한 게임. 광상희의 체스 버전이라 봐도 된다.
8 x 8 열인 기존의 체스 보드보다 더 많은 칸수인 10 x 10열 보드를 사용한다. 보드의 칸 수가 증가하여 폰의 개수가 10개로 증가하고 룩과 나이트를 합친 마셜, 비숍과 나이트를 합친 카디널을 사용한다.

## 규칙
캐슬링이 없고 프로모션은 8선과 9선에서는 선택이며 10선에서는 의무다.  잡힌 피스로의 승진만 가능하다. 따라서 퀸이 둘이 되는 일은 없다. 또 잡힌 기물이 없을 경우 9선에서 10선으로 폰이 전진할 수 없다. 그러나 체크의 효력은 인정된다.

## 같이 보기
- 카파블랑카 체스